# Karen Ankersted
Karen Marie Ankersted Hansen (1859 –1921) fue una profesora y política danesa. Fue una de las primeras cuatro mujeres elegidas para el Consejo Municipal de Frederiksberg en 1909, así como una de las cuatro primeras elegidas para el Folketing (el parlamento nacional danés) en 1918.

## Biografía
Nacida el 18 de julio de 1859 en Ishøj, Karen Marie Ankersted Hansen era hija del granjero Niels Hansen (fallecido en 1885) y Marie Nielsen (c.1822 –1869). Se crio en Copenhague con su madre adoptiva, Hanne Kopp, que era profesora. Después de terminar sus estudios en el instituto Testrup Folk, se formó para ser profesora particular en la escuela N. Zahle, y finalmente recibió su diploma en 1881.
De 1883 a 1888, enseñó en la escuela Borgerdyd  en Christianshavn, lo que le facilitó la admisión en las autoridades escolares del Municipio de Copenhague. Como resultado, dio clases en las escuelas Gasværksvejen y Haderslevgade hasta que se retiró en 1916 por problemas de salud.
A pesar de sus puntos de vista conservadores, Ankersted apoyaba los derechos de las mujeres pero no participó como activista. Impulsó la creación de la Asociación de Profesores del Municipio de Copenhague en 1891 y la presidió en dos periodos (1905 –1906 y 1910 –1912). También participó activamente en el Consejo de las Mujeres (Kvinderådet, en danés).
Desde el punto de vista político, era conservadora y se afilió al partido Højre, que en 1915 se convirtió en Partido Popular Conservador. El 1 de abril de 1909, fue elegida para el Consejo Municipal de Frederiksberg donde ejerció hasta el 11 de noviembre de 1918.
Presentó su candidatura por la ciudad de Aarhus y fue elegida al Folketing en 1918, en las primeras elecciones en las que las mujeres pudieron participar. Fue una de las cuatro mujeres elegidas; el resto se presentaron por Copenhague: Helga Larsen (Socialdemócratas), Elna Munch (Partido Social Liberal) y Mathilde Malling Hauschultz (Partido Popular Conservador).
No fue reelegida en las elecciones de abril de 1920 pero no dejó el Rigsdag (parlamento danés) hasta agosto siguiente cuando se unió al Landsting (cámara baja del parlamento danés) hasta su fallecimiento. Karen Ankersted murió en Copenhague el 6 de noviembre de 1921.